# Lucius R. Holbrook

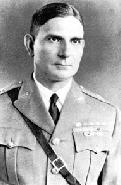
Lucius Holbrook in jungen Jahren

Lucius Roy Holbrook (* 30. April 1875 in  Arkansaw, Pepin County, Wisconsin; † 19. Oktober 1952 in San Francisco, Kalifornien) war ein Generalmajor der United States Army. Er war unter anderem fünf Jahre lang Kommandeur der 1. Infanteriedivision.
Lucius Holbrook war ein Sohn von Willard Francis Holbrook (1828–1886) und dessen Frau Mary Ames (1840–1890). Sein Bruder Willard Ames Holbrook (1860–1932) und dessen Sohn Willard Ames Holbrook Jr. (1898–1986), also sein Neffe, waren ebenfalls Offiziere der US-Army im Generalsrang. Lucius besuchte die High School in Northfield in Minnesota und absolvierte zwischen 1892 und 1896 die United States Military Academy in West Point. Nach seiner Graduation wurde er als Leutnant der Kavallerie zugeteilt. In der Armee durchlief er anschließend alle Offiziersränge vom Leutnant bis zum Zweisterne-General.
Seine ersten Stationen als Offizier waren Militärstützpunkte in den Bundesstaaten Washington und Idaho. Dann nahm er am Philippinisch-Amerikanischen Krieg teil. Er wurde mit einer Kavallerieeinheit auf die Philippinen versetzt, wo er an mehreren Schlachten teilnahm. Zwischen 1899 und 1903 war er mehrfach auf den Philippinen stationiert. Dazwischen gab es kürze Stationierungen in den Vereinigten Staaten.
Im Juli 1902 wurde Lucius Holbrook zum Hauptmann befördert. In den Jahren 1903 und 1904 war er zunächst in Fort Logan in der Nähe von Denver in Colorado und dann in Fort Huachuca in Arizona als Kavallerieoffizier tätig. In der Folge absolvierte er die Infantry-Cavalry School und das Command and General Staff College. Anschließend führten ihn weitere Versetzungen zu Standorten in Wyoming und New Mexico. Für einige Jahre leitete er dann eine Militärschule für Köche und Bäcker. In dieser Eigenschaft verfasste er auch Handbücher für die Ausübung dieser Berufe im militärischen Bereich. Im Jahr 1912 absolvierte Holbrook in Paris eine französische Militärschule für das Nachschubwesen (Ecole de L'Intendance). Es folgten Versetzungen unter anderem nach Hawaii und Fort Riley. Kurz vor dem Ersten Weltkrieg war er auch an der Mexikanischen Expedition unter General John J. Pershing beteiligt. Anschließend übernahm er in Fort Sam Houston das Kommando über die 7. Feldartilleriebrigade, die der 1. Infanteriedivision unterstand.
Ende Juli 1917 wurde Lucius Holbrook mit seiner Einheit als Teil der Amerikanischen Expeditionsstreitkräfte nach Europa entsandt, wo er aktiv am Kriegsgeschehen teilnahm. Zwischenzeitlich kommandierte er eine Feldartilleriebrigade. Er war auch an einigen Schlachten und der Maas-Argonnen-Offensive beteiligt. Bei Kriegsende kommandierte er die 54. Feldartilleriebrigade. Dieses Kommando behielt er bis zum Mai 1919.
Danach leitete er für einige Monate die Artillerie-Fakultät der Command and General Staff School in Fort Leavenworth in Kansas. Zwischen 1921 und 1924 war er Stabsoffizier und ab 1922 Stabschef bei der Ninth Corps Area. Im Oktober 1925 erfolgte seine Beförderung zum Brigadegeneral. In den folgenden Jahren bis 1930 übernahm er nacheinander das Kommando über die in Fort Douglas in Utah stationierten Truppen, über Fort Stotsenburg auf den Philippinen und über Fort Bragg in North Carolina. Zwischen Oktober 1930 und November 1935 hatte Lucius Holbrook den Oberbefehl über die 1. Infanteriedivision. Während dieser Zeit wurde er zum Generalmajor befördert (1933). Sein letztes Kommando erhielt er im Februar 1936, als er zum Kommandeur der amerikanischen Truppen auf den Philippinen (commanding general of the Philippine Department) ernannt wurde. Dieses Amt bekleidete er zwischen dem 13. Februar 1936 und dem 25. Februar 1938. Im Jahr 1939 ging er in den Ruhestand.
Lucius Holbrook war seit 1899 mit Henrietta Coffin (1877–1965), einer Bäckerstochter, verheiratet. Das Paar hatte drei Söhne. Er starb am 19. Oktober 1952 in San Francisco und wurde auf dem Morris Hill Cementary in Boise in Idaho, der Heimatstadt seiner Frau, beigesetzt.

## Orden und Auszeichnungen
Lucius Holbrook erhielt im Lauf seiner militärischen Laufbahn unter anderem folgende Auszeichnungen:
- Army Distinguished Service Medal
- Silver Star (2-Mal)
- Mexican Service Medal
- World War I Victory Medal
- Army of Occupation of Germany Medal
- Croix de guerre 1914–1918 (Frankreich)
- Orden der Ehrenlegion (Frankreich)